# Grande Prêmio de Quebec
O Grande Prêmio de Quebec (oficialmente Grand Prix Cycliste de Quebec) é uma corrida de um dia profissional que se disputa na cidade de Quebec (capital da província de Quebec, Canadá) desde 2010. 
Disputou-se pela primeira vez em setembro de 2010 (à semelhança do Grande Prêmio de Montreal), sendo ambas provas da máxima categoria UCI (pontuáveis para o Calendário mundial UCI, com faixa de carreira ProTour e desde 2011 pertencendo ao UCI WorldTour). Foram as primeiras corridas da América do Norte a ostentar dito reconhecimento.
Em certa medida pode-se considerar herdeira do Grande Prêmio das Américas junto ao mencionado Grande Prêmio de Montreal.
É uma das poucas provas que se criou exclusivamente para o circuito ProTour, como também o foram o Contrarrelógio por Equipas ProTeam, o BinckBank Tour e o Grande Prêmio de Montreal.
É organizado pelo Groupe Serdy.
No dia anterior à corrida, realiza-se uma prova de exibição chamada Challenge Sprint Pro.

## Palmarés
| Ano  | Vencedor         | Segundo              | Terceiro             |           |
| ---- | ---------------- | -------------------- | -------------------- | --------- |
| 2010 | Thomas Voeckler  | Edvald Boasson Hagen | Robert Gesink        |           |
| 2011 | Philippe Gilbert | Robert Gesink        | Rigoberto Urán       |           |
| 2012 | Simon Gerrans    | Greg Van Avermaet    | Rui Costa            |           |
| 2013 | Robert Gesink    | Arthur Vichot        | Greg Van Avermaet    |           |
| 2014 | Simon Gerrans    | Tom Dumoulin         | Ramūnas Navardauskas |           |
| 2015 | Rigoberto Urán   | Michael Matthews     | Alexander Kristoff   |           |
| 2016 | Peter Sagan      | Greg Van Avermaet    | Anthony Roux         |           |
| 2017 | Peter Sagan      | Greg Van Avermaet    | Michael Matthews     |           |
| 2018 | Michael Matthews | Greg Van Avermaet    | Jasper Stuyven       |           |
| 2019 | Michael Matthews | Peter Sagan          | Greg Van Avermaet    |           |
| 2020 | cancelado        | cancelado            | cancelado            | cancelado |
| 2021 | cancelado        | cancelado            | cancelado            | cancelado |
| 2022 | Benoît Cosnefroy | Michael Matthews     | Biniam Girmay        |           |
| 2023 | Arnaud De Lie    | Corbin Strong        | Michael Matthews     |           |
| 2024 | Michael Matthews | Biniam Girmay        | Rudy Molard          |           |

## Palmarés por países
Atualizado após edição de 2023
| País          | Vitórias | Último vencedor          |
| ------------- | -------- | ------------------------ |
| Austrália     | 4        | Michael Matthews em 2019 |
| Eslováquia    | 2        | Peter Sagan em 2017      |
| França        | 2        | Benoît Cosnefroy em 2022 |
| Bélgica       | 2        | Arnaud De Lie em 2023    |
| Países Baixos | 1        | Robert Gesink em 2013    |
| Colômbia      | 1        | Rigoberto Urán em 2015   |

## Estatísticas

### Mais vitórias
| Ciclista         | Vitórias | Anos        |
| ---------------- | -------- | ----------- |
| Simon Gerrans    | 2        | 2012 e 2014 |
| Peter Sagan      | 2        | 2016 e 2017 |
| Michael Matthews | 2        | 2018 e 2019 |

### Vitórias consecutivas
- Duas vitórias seguidas:
  -  Peter Sagan (2016, 2017)
  -  Michael Matthews (2018, 2019)

Em negrito corredores activos.